# Berl Senofsky
Berl Senofsky (Filadelfia, 19 aprile 1926 – Baltimora, 21 giugno 2002) è stato un violinista statunitense.

## Biografia
Senofsky nacque a Filadelfia nel 1926. Entrambi i genitori erano violinisti e si trasferirono dall'Unione Sovietica agli Stati Uniti. Iniziò a studiare il violino con suo padre, poi a sei anni vinse una borsa di studio per studiare con Louis Persinger. Dai nove anni studiò anche con Paul Stassevitch alla Mannes School of Music di New York. 
Nel 1938 vinse un’altra borsa di studio per continuare gli studi con Ivan Galamian alla Juilliard School e nel 1946 vinse il William Naumburg Competition. Nello stesso anno, fece il suo debutto a New York. Dopo ulteriori studi con Galamian, apparve per la prima volta con la New York Philharmonic nel 1950. 
Poco dopo iniziò ad esibirsi con la Cleveland Orchestra, e dal 1951 al 1955 divenne la spalla della Cleveland Orchestra alternandosi con Joseph Gingold. Nel 1955 vinse il Concorso Regina Elisabetta del Belgio. Da quel momento effettuò numerose tournée internazionali.
Senofsky fu docente di violino al The Peabody Conservatory of Music di Baltimora dal 1965 al 1996, e parallelamente diede lezioni private. Nel 1983 fu invitato in Cina dal Conservatorio di Shanghai; nel corso di tre mesi tenne diverse masterclass, e gettò le basi per una nuova scuola di violino di stampo europeo.
Suonò un violino Tomaso Balestrieri del 1771 e un violino Carlo Landolfi del 1757.  Tra gli allievi si segnalano Elliot Markow, Bin Huang, Andrea Cardinale e Damiano Cottalasso. L’etichetta discografica Cembal D'amour ha pubblicato una serie di registrazioni da camera che coprono un arco di tempo dal 1941 al 1992. 
Senofsky mancò il 21 giugno 2002, all'età di 76 anni nella sua casa di Baltimora nel Maryland.